# Реваль (гміна)
Гміна Ре́валь (пол. Gmina Rewal) — сільська гміна у північно-західній Польщі. Належить до Ґрифицького повіту Західнопоморського воєводства. Адміністративний центр — село Реваль.
Станом на 31 грудня 2011 у гміні проживало 3791 особа.

## Територія
Згідно з даними за 2007 рік площа гміни становила 41,13 км², у тому числі:
- орні землі: 36,00 %
- ліси: 32,00 %

Таким чином, площа гміни становить 4,04 % площі повіту.

## Населення
Станом на 31 грудня 2011:
| Опис     | Загалом | Загалом | Чоловіки | Чоловіки | Жінки | Жінки |
| -------- | ------- | ------- | -------- | -------- | ----- | ----- |
| одиниця  | осіб    | %       | осіб     | %        | осіб  | %     |
| все      | 3791    | 100     | 1845     | 48.67    | 1946  | 51.33 |
| міське   | 0       | 100     | 0        |          | 0     |       |
| сільське | 3791    | 100     | 1845     | 48.67    | 1946  | 51.33 |

## Сусідні гміни
Гміна Реваль межує з такими гмінами: Дзівнув, Карніце, Свежно, Тшеб'ятув.